# Mihona
Mihona là một thị xã và là một nagar panchayat của quận Bhind thuộc bang Madhya Pradesh, Ấn Độ.

## Địa lý
Mihona có vị trí 26°17′B 78°59′Đ / 26,28°B 78,98°Đ Nó có độ cao trung bình là 154 mét (505 feet).

## Nhân khẩu
Theo điều tra dân số năm 2001 của Ấn Độ, Mihona có dân số 14.799 người. Phái nam chiếm 53% tổng số dân và phái nữ chiếm 47%. Mihona có tỷ lệ 65% biết đọc biết viết, cao hơn tỷ lệ trung bình toàn quốc là 59,5%: tỷ lệ cho phái nam là 74%, và tỷ lệ cho phái nữ là 55%. Tại Mihona, 15% dân số nhỏ hơn 6 tuổi.